# Kazsó
Kazsó (szlovákul: Kožuchov) község Szlovákiában, a Kassai kerület Tőketerebesi járásában.

## Fekvése
Tőketerebestől 6 km-re délre, a Helmec-patak bal oldalán, 105 m magasan fekszik.

## Története
A falu valószínűleg a 13. század elején keletkezett, de csak 1330-ban, „Kosuch” néven említik először. Román stílusú ősi temploma már a 13. században állt, később helyén épült fel a református templom. A falunak 1346-ban „Koswh” a neve, ekkor felbukkan Kiskazsó is, mint nemesi község. 1363-ban „Nogkasuh” alakban szerepel az írott forrásokban. Több nemesi család birtoka volt. 1715-ben 4 elhagyott és 5 lakott házát említik. 1787-ben 64 házában 491 lakos élt.
A 18. század végén Vályi András így ír róla: „KAZSU. Elegyes falu Zemplén Várm. földes Ura Bernát, és több Uraságok, a’ kinek kastéllyával szépíttetik, lakosai elegyesek, fekszik Barancshoz, és Hardicsához közel, térséges határja 3 nyomásbéli, gabonát, és árpát terem, erdeje, szőleje nints, rét nélkül is szűkölködik, piatza Kassán, és Újhelyben.”
1828-ban 69 háza volt 504 lakossal. Lakói mezőgazdasággal, fuvarozással, szénégetéssel foglalkoztak. Lakói 1831-ben részt vettek a koleralázadásban.
Fényes Elek 1851-ben kiadott geográfiai szótárában így ír a faluról: „Kazsú, Zemplén v., m.-orosz f., Tőke-Terebeshez délre egy mfdnyire: 138 római, 205 g. kath., 3 evang., 165 ref., 28 zsidó lak., 503 h. szántófölddel. F. u. többen. Ut. p. Velejte.”
1890 és 1910 között sokan kivándoroltak a községből. Borovszky Samu monográfiasorozatának Zemplén vármegyét tárgyaló része szerint: „Kazsó, azelőtt Kazsu, az Ondava völgyében fekszik. Kisközség 50 házzal és 319, nagyobbára tótajkú és gör. kath. vallású lakossal. Postája Hardicsa, távírója Tőketerebes, vasúti állomása Upor. Hajdan Kis-Kasuh és Nagy-Kasuh néven két község volt. 1455-ben Kis-Kasuh fele a Sztáncsiak birtoka. 1458-ban Kassuhy Dánielt iktatják Kis- és Nagy-Kasúh részeibe. 1460-ban a Csapiaknak is van itt részbirtokuk, s ezidőtájt a Kasuhi Nagy és az Erdélyi családoknak is. 1550-ben Mucsey Pál és Panithy János Kis-Kasúh és »Kasuh alias Nagy-Kasuh« birtokosai. 1562-ben Kasuhy Juliannát, Bogáthy Borbálát és Rákóczy Erzsébetet iktatják mindkettő részeibe, a mikor azonban Kis-Kasuh pusztaként van említve. Ugyanekkor Némethy Sárának is van itt részbirtoka; de az 1598-iki összeírásban már nem ezek, hanem Dobronoky János, Bernáth János, Bessenyey János és Soós Ferencz szerepelnek. 1667-ben Köröskényi Gáspár kap Kis-Kasuh pusztán részbirtokot, 1753-ban pedig Kasuh birtokába Forgách Ádámot iktatják be. 1774-ben Bernáth János és István, Zsadányi Almásy Mihály, Pilissy József és Ferencz az urai, néhány évvel utóbb meg az Oroghványiak is. Később a Bernáth, Jánossy, Noska, Bárczy, Pilissy, Geőcze, Sughó, Almásy és Laskovits családoké, de most nagyobb birtokosa nincsen. Van itt két régi kúria, melyek közül az egyiket 1764-ben Bernáth János építtette s ez most a Ducs családé, a másiknak alapját még a Pilissy család vetette meg, s ez ma is Pilissy Lászlóé. 1663-ban itt is dúlt a pestis. A községben református templom van, melynek építési ideje ismeretlen.”
1920-ig Zemplén vármegye Gálszécsi járásához tartozott.

## Népessége
| Év:            | 1994. | 2004.   | 2014.    | 2024.    |
| -------------- | ----- | ------- | -------- | -------- |
| Emberek száma: | 231   | 236     | 203      | 171      |
| Eltérés:       |       | +2,16 % | -13,98 % | -15,76 % |

| Év:            | 2023. | 2024.   |
| -------------- | ----- | ------- |
| Emberek száma: | 173   | 171     |
| Eltérés:       |       | -1,15 % |

1910-ben 276-an, többségében magyar anyanyelvűek lakták, jelentős szlovák kisebbséggel.
2001-ben 245 lakosából 240 szlovák volt.
2011-ben 216 lakosából 210 szlovák volt.

## Híres személyek
- Itt született 1819-ben Szepessy Péter országgyűlési képviselő, 1848-as honvéd hadnagy, Zemplén megyei szolgabíró, földbirtokos.

## Nevezetességei
- Református temploma – a 13. század első felében épített román kori templom felhasználásával – a 19. században épült. 1912-ben neoklasszicista stílusban építették át.
- Görögkatolikus templomát 1921-ben készítették.
- Barokk-klasszicista kúriája a 19. század első felében épült.
- Klasszicista kúriája szintén a 19. század első felében létesült.